# ملعب أندرهيل
ملعب أندرهيل في شيبينج بارنت، لندن، كان موطنًا لنادي بارنت لكرة القدم بين عامي 1907 و2013. لعب فريق النادي تحت 19 عامًا مبارياته هناك؛ كان أيضًا ملعب تدريب لنادي لندن برونكوس للرغبي، واستضاف مباريات أرسنال الاحتياطية حتى عام 2012. قبل إغلاق الملعب، تم تسجيل 6,023 السعة النهائية، ثم هدم في عام 2018، وهو الآن موقع أكاديمية أرك بايونيرالتي افتتحت في عام 2019. حيث اشتهر الملعب بانحداره المميز من الشمال إلى الطرف الجنوبي.
لعب نادي بارنت مباراته الأخيرة على الملعب في 20 أبريل 2013 بفوزه 1-0 على ويكمب وندررز، حيث سجل جيك هايد هدف الفوز في الدقيقة 81، وأنقذ غراهام ستاك ركلة جزاء في الدقيقة 94 ليضمن الفوز أمام  6,001 متفرجاً. خرج نادي بارنت من الملعب وبدأ حملته لموسم 2013-2014 في ملعب ذا هايف في إدجوير. و بدأ هدم ملعب أندرهيل في يناير2018.

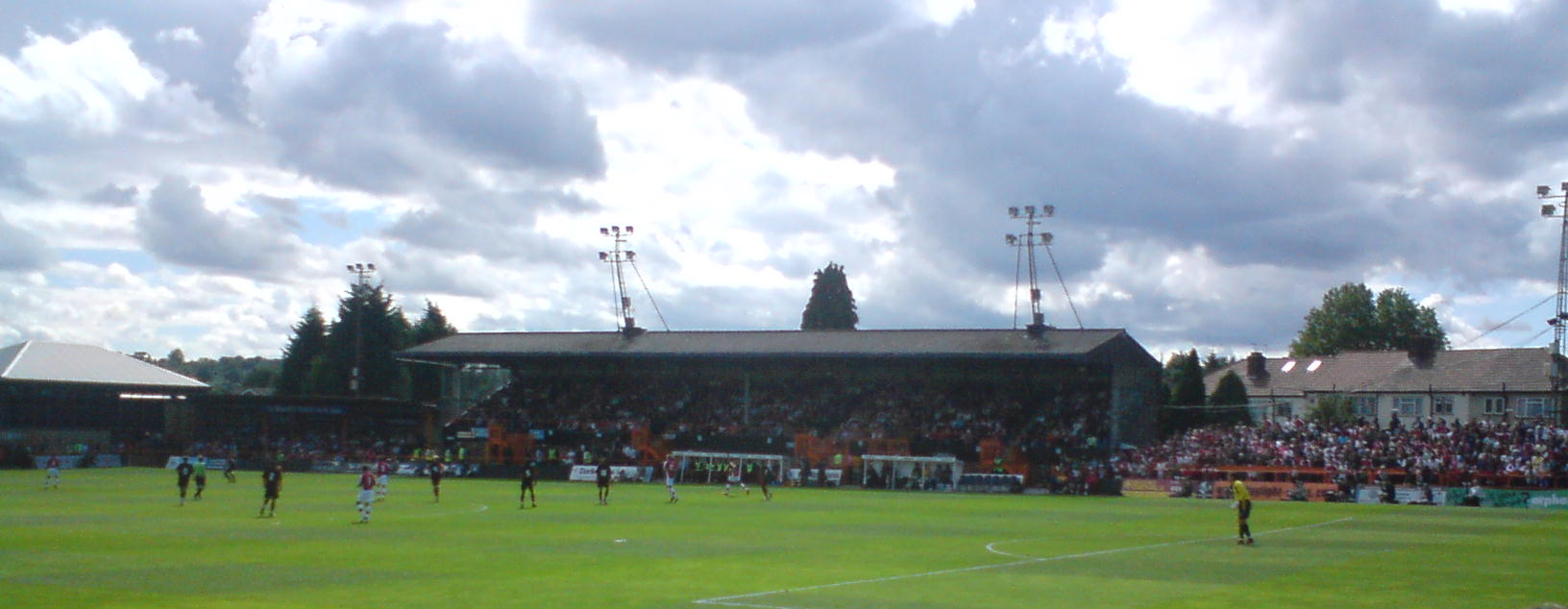
مباراة نادي بارنت ضد أرسنال - ملعب أندرهيل

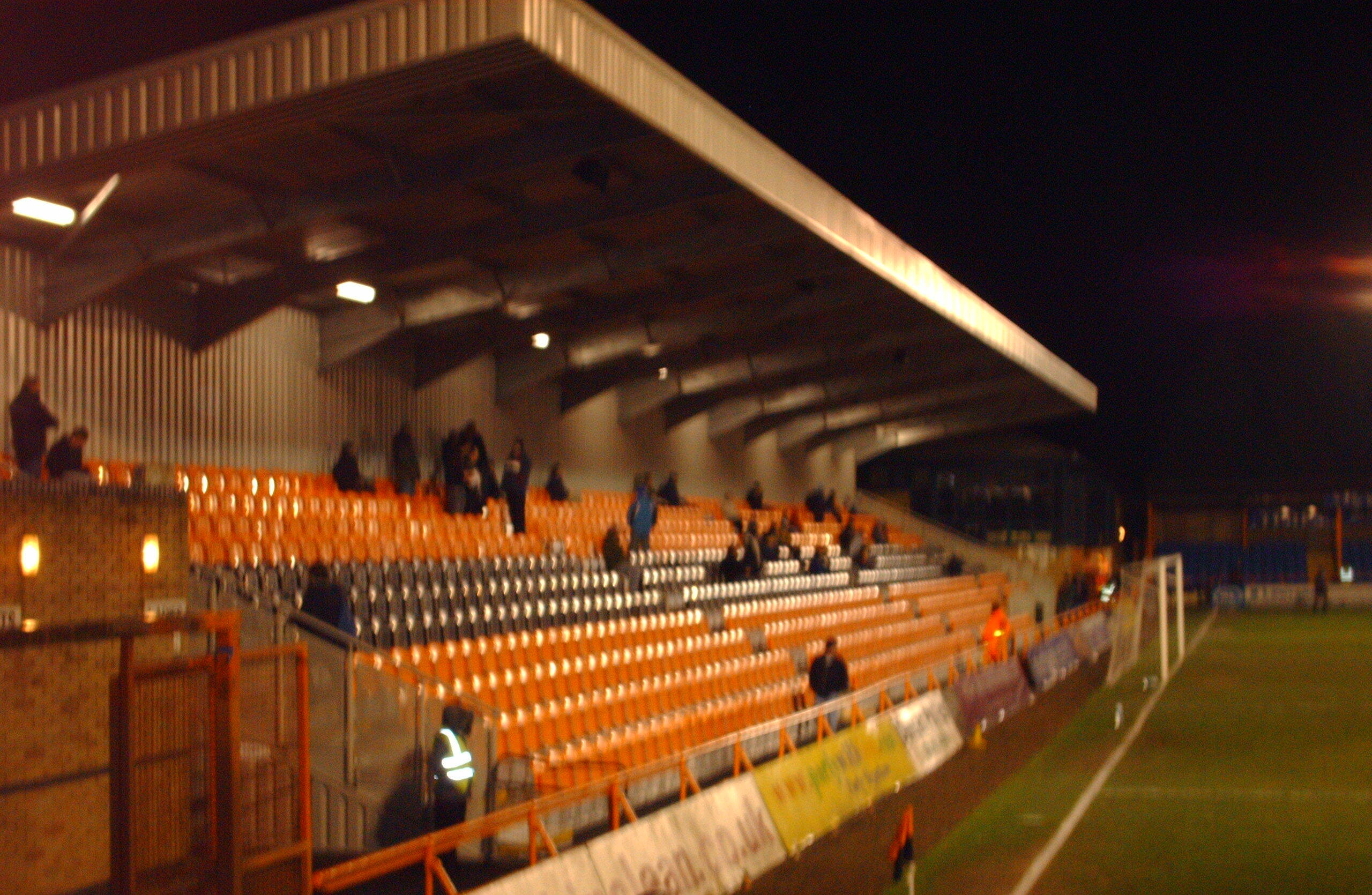
ملعب أندرهيل ، المدرج الجنوبي ليلاً

## التاريخ
افتتح الملعب في سبتمبر1907 بمباراة نادي بارنت ضد كريستال بالاس وفاز بارنت بنتيجة 1-0. في ذلك الوقت، كان هناك عدد من أندية الهواة تلعب في بارنت، وكان موطنًا لنادي بارنت ألستون. ثم اندمج ألستون مع نادي أفينو (الذي يُعرف باسم نادي بارنت) في عام 1912 ليصبح نادي بارنت أند ألستون. بعد الحرب العالمية الأولى، عاد النادي إلى اسم نادي بارنت، و استمر بهذا الإسم حتى يومنا هذا.
للاحتفال بمرور100 عام على كرة القدم في الملعب، التقى الفريقان مرة أخرى في الموسم التحضيري سنة 2007-2008، فاز كريستال بالاس بهذه المباراة 3-2.
منذ بداية موسم 2013-2014 لعب بارنت مبارياته على أرضه في ملعب ذا هايف.
في عام 2014، تدرب نادي السوبر ليغ للرغبي، لندن برونكو، في ملعب أندرهيل. حيث يوجد هناك صالتهم لألعاب الرياضية ومكاتبهم. كما لعب الفريق تحت 19 عامًا عدة مباريات في الملعب.
لعب إدجوير تاون مبارياته الافتتاحية لموسم 2014- 2015 من الدوري سبارتان ساوث ميدلاندز في ملعب أندرهيل، بينما تم تجديد ملعب سيلفريوبيل بارك.
في يونيو 2015، تم بيع الموقع إلى وكالة تمويل التعليم. بدأت أعمال الهدم في يناير2018 لتسهيل بناء أكاديمية ارك بايونير، التي افتتحت في سبتمبر 2019.

## التطوير
افتتح نادي  بارنت جناحًا جنوبيًا يضم 1,016 مقعدًا في عام 2008 ليحل محل الهيكل المؤقت الذي ظل في مكانه لأكثر من عشر سنوات. بعد أسابيع فقط من بدء العمل، تم استخدام المدرج لأول مرة عندما فاز النادي بكأس الاتحاد الإنجليزي على سويندون تاون في يناير2008.
أقام نادي لندن بيز ايضًا هيكلًا مغطى مؤقتًا في الركن الشمالي الشرقي من الملعب بسعة 240 مقعدًا. وقد تم بناؤه حيث يمكن للداعمين الاختيار بين الجلوس أوالوقوف، وكان مكان الوقوف مجاورًا لقسم المدرجات.
جلبت هذه التحسينات لملعب أندرهيل إلى معايير دوري كرة القدم وزادت سعته إلى 5,568.
أعلن النادي أن العمل جار من أجل نصب أربعة أركان كاشفة بارتفاع 25 مترًا و500 لوكس مقابل 350 سابقًا. تمت إزالة الأبراج الثمانية القديمة التي يعود تاريخها إلى عام 1962. تم الانتهاء من العمل قبل المباراة الافتتاحية التمهيدية لموسم 2010-2011 ضد آرسنال و نتيجة لذلك، تم زيادة سعة الملعب مرة أخرى إلى 6,023.

## المدرجات
يتكون ملعب أندرهيل من سبعة مدرجات مختلفة:
1. المنصة الرئيسية
2. الشرفة الشمالية الغربية
3. الشرفة الشمالية
4. الجناح الشمالي الشرقي العائلي
5. التيراس الشرقي
6. الجناح الجنوبي
7. الجناح العائلي

المدرج الجنوبي كان في نهاية الملعب. تم تقسيم التيراس الشرقي إلى ثلاثة أقسام، مع تخصيص الجزأين الجنوبيين للمشجعين المحليين و تخصيص الجزء المتبقي للمشجعين الخارجيين. بجوار المدرج الشرقي يوجد المدرج العائلي الشمالي الشرقي مع مقاعد مغطاة للداعمين. التراس الشمالي الصغير مدعوم من ويستكومب درايف، حيث يمكن للمقيمين مشاهدة المباراة. كان المدرج الرئيسي محاطًا بمدرجين صغيرين، هما الشرفة الشمالية الغربية والمنصة العائلية.
بسسب الحادثة التي وقعت على التيراس الشرقي، عمل النادي على زيادة المسافة بين أنصار الفريق المضيف والضيف. تم فصل مشجعيين فريق الضيف باتجاه شمال الشرفة. عندما كان من المتوقع أن يزيد عدد الدعم الخارجي عن 500 داعم، تم فتح القسم الشمالي الشرقي بأكمله، وإغلاق القسم الأوسط لفرض ترتيبات الفصل الجديدة. سلط الموقف مزيدًا من الضوء على عدم كفاية ملعب أندرهيل كملعب لدوري كرة القدم، على الرغم من أنه يفي بمعايير الدوري.
في الركن الجنوبي الغربي من الملعب، يوجد مدرج دورهام ، الذي سمي على اسم لاعب خط وسط لنادي لندن بيز، كيفن دورهام، الذي توفي في عام 1991. على الرغم من أنه ليس جزءًا من الملعب، إلا أن الجناح خلف المدرج الجنوبي كان مملوكًا للنادي وكان بمثابة النادي الاجتماعي للجماهير.

## سجل الحضور
كان الحضور القياسي في أندرهيل 11,026 ضد نادي ويكمب وندررز في 23 فبراير1952 لبطولة كأس كرة القدم للهواة.

## معرض الصور

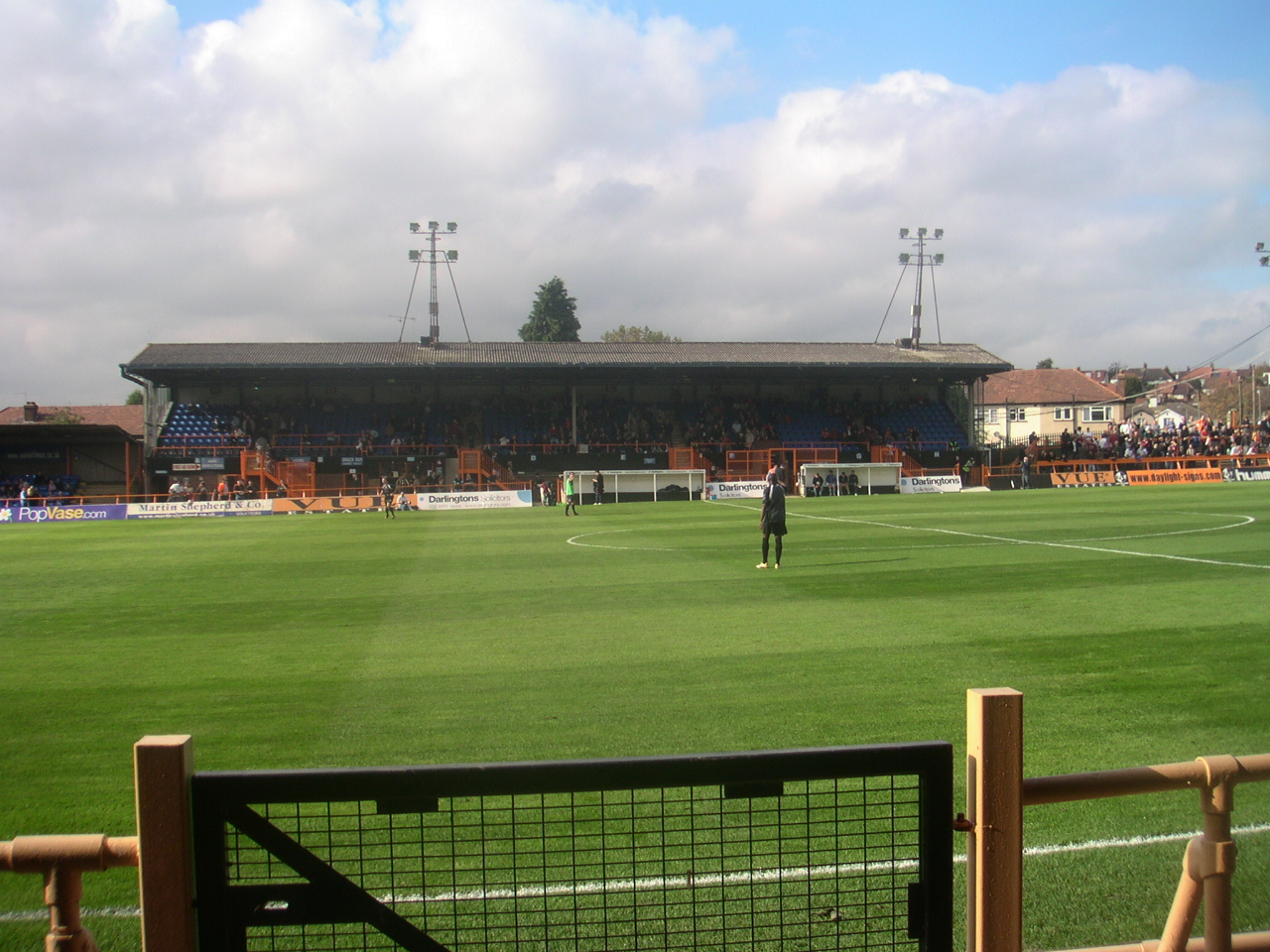
المدرج الرئيسي
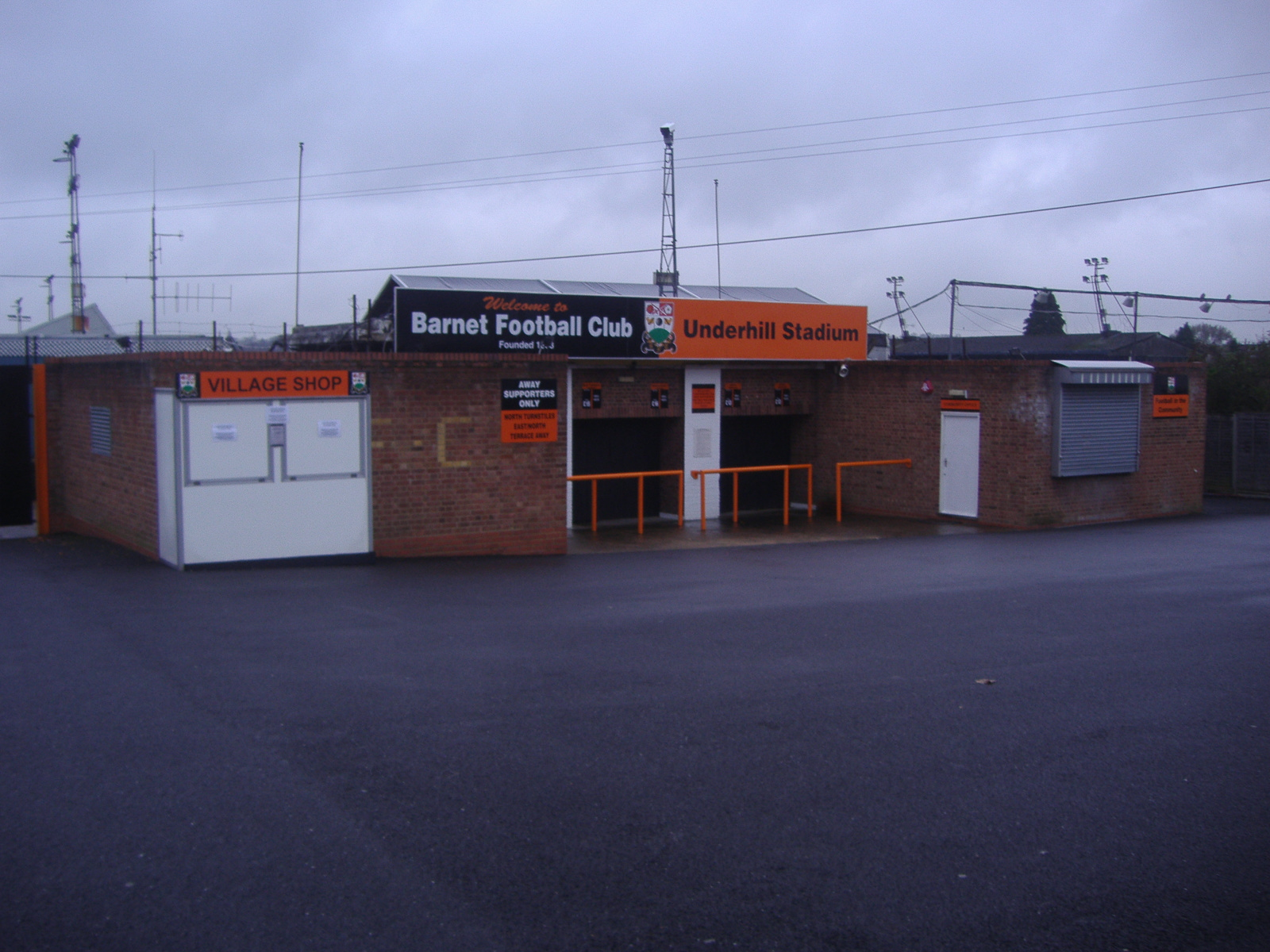
مدخل الملعب
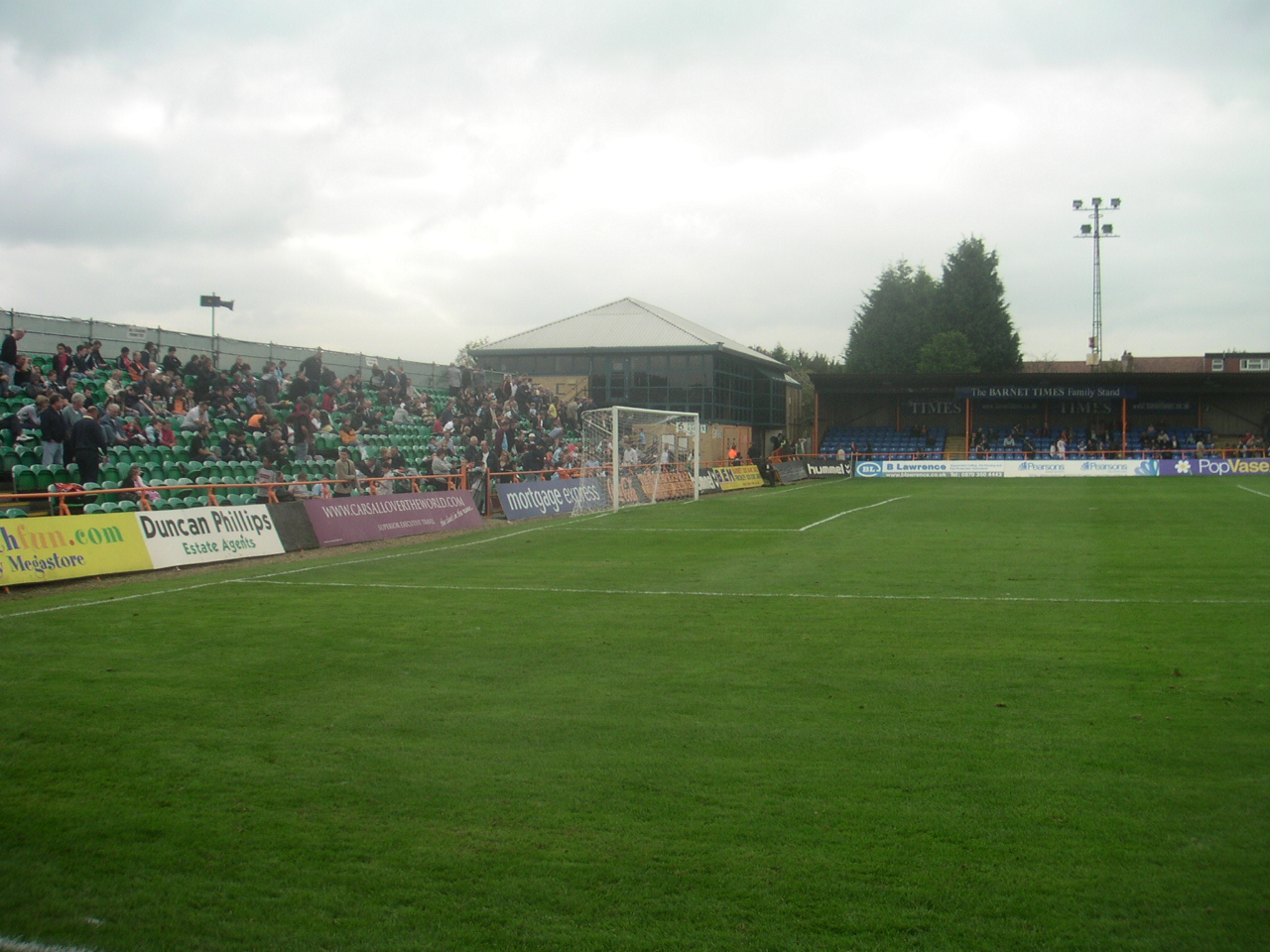
ملعب أندرهيل
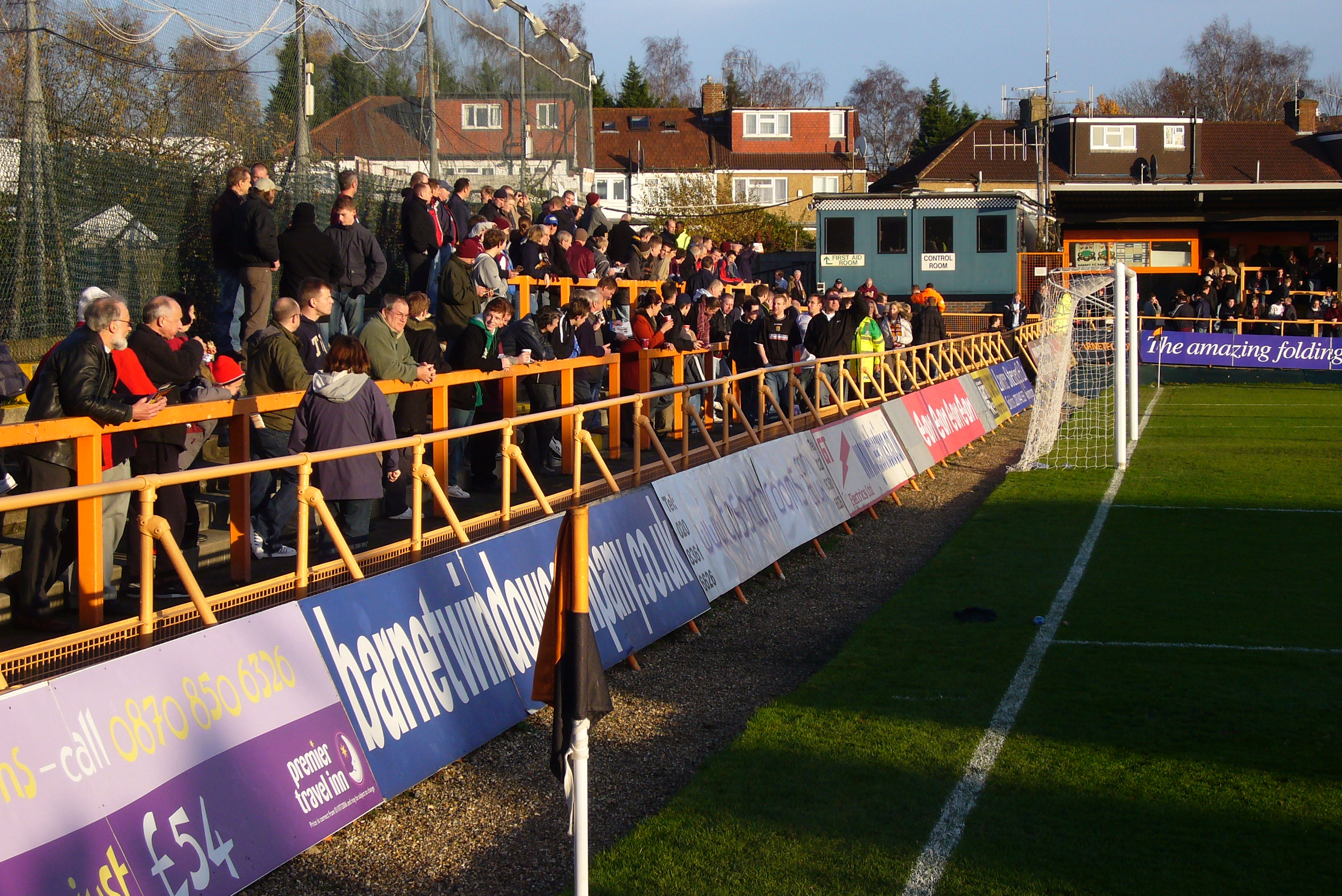
ملعب أندرهيل - 2006
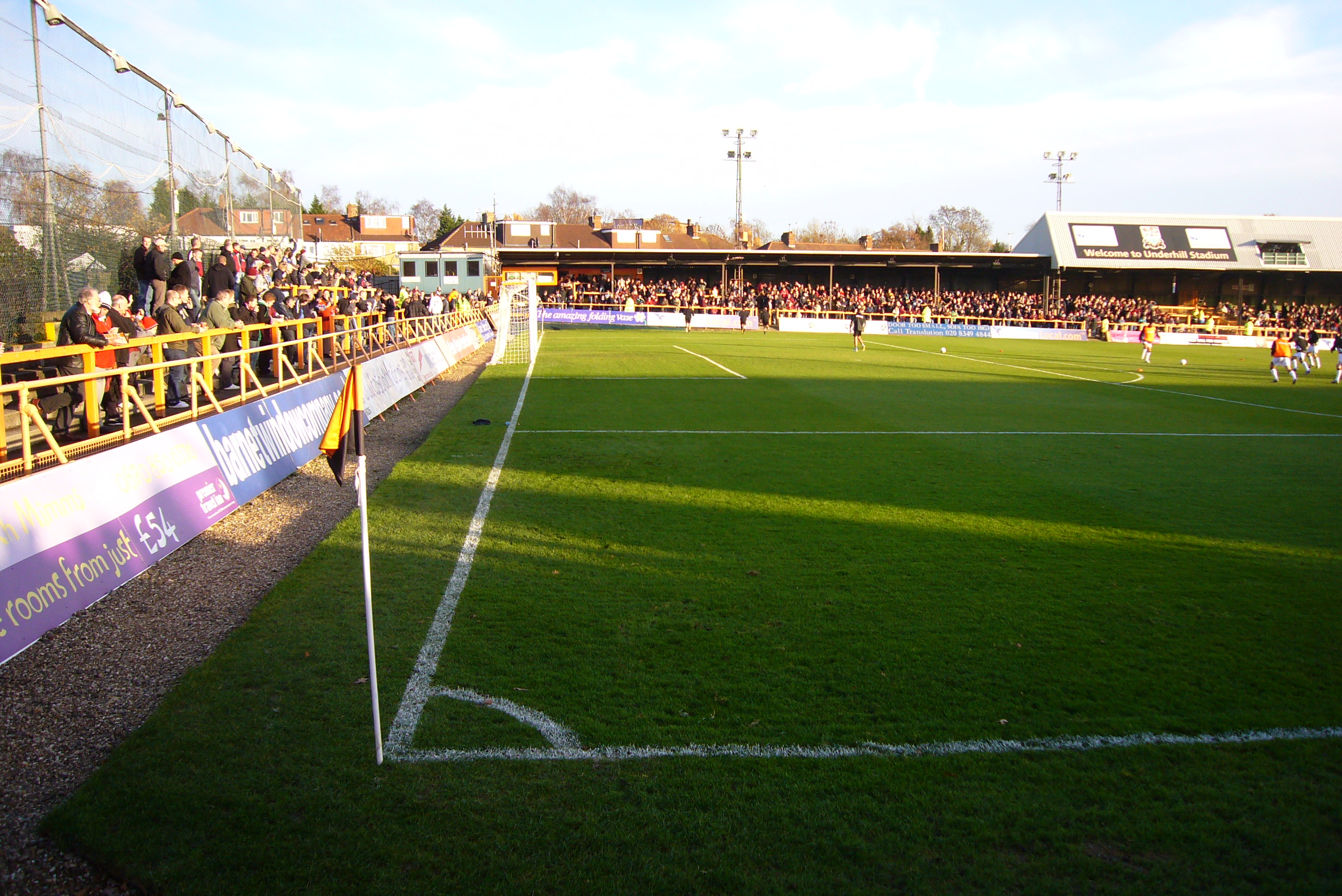
أرضية الملعب

## الروابط الخارجية
- موقع بارنت الرسمي
- صور الاستاد